# Nenjiang (häradshuvudort i Kina)
Nenjiang (kinesiska: 嫩江, 嫩江县) är en häradshuvudort i Kina. Den ligger i provinsen Heilongjiang, i den nordöstra delen av landet, omkring 400 kilometer norr om provinshuvudstaden Harbin. Nenjiang ligger 229 meter över havet och antalet invånare är 495 519. Befolkningen består av 244 449 kvinnor och 251 070 män. Barn under 15 år utgör 13,0 %, vuxna 15-64 år 78 %, och äldre över 65 år 7,0 %.
Runt Nenjiang är det ganska glesbefolkat, med 34 invånare per kvadratkilometer. Nenjiang är det största samhället i trakten. Runt Nenjiang är det i huvudsak tätbebyggt.
Genomsnittlig årsnederbörd är 793 millimeter. Den regnigaste månaden är juli, med i genomsnitt 212 mm nederbörd, och den torraste är mars, med 11 mm nederbörd.